# Dulce María Rodríguez
Dulce María Rodríguez (Dulce María Rodríguez de la Cruz; * 14. August 1972 in Toluca) ist eine mexikanische Langstreckenläuferin.

## Leben
Nationale Titel errang sie 2000 und von 2002 bis 2005 über 1500 m und 1999 über 10.000 m.
2000 kam sie bei den Crosslauf-Weltmeisterschaften auf den 53. Platz, schied bei den Olympischen Spielen in Sydney über 5000 m im Vorlauf aus und belegte bei den Halbmarathon-Weltmeisterschaften in Veracruz den 37. Platz. Im Jahr darauf wurde sie Zweite beim Maratón de la Comarca Lagunera und scheiterte bei den Leichtathletik-Weltmeisterschaften in Edmonton über 5000 m in der Vorrunde. 
2002 kam sie beim Osaka Women’s Marathon auf Platz 13 und gewann Doppelgold über 1500 m und 5000 m bei den Zentralamerika- und Karibikmeisterschaften. Bei den Panamerikanischen Spielen 2003 in Santo Domingo wurde sie Fünfte über 1500 m. 2004 wurde sie Zweite beim Paris-Halbmarathon und schied bei den Olympischen Spielen in Athen erneut über 5000 m im Vorlauf aus. 2005 wurde sie beim Maratón de la Comarca Lagunera mit dem aktuellen Streckenrekord von 2:29:00 h mexikanische Meisterin. Bei den Weltmeisterschaften in Helsinki kam sie über 5000 m ein weiteres Mal nicht über die Vorrunde hinaus und belegte über 10.000 m den 24. Platz. Beim New-York-City-Marathon belegte sie den 14. Platz und beim Mazatlán-Halbmarathon den zweiten.
2006 wurde sie Fünfte beim Philadelphia-Halbmarathon und Zehnte beim Chicago-Marathon, 2007 Dritte bei der Stramilano und 2008 Zweite beim Maratón de la Comarca Lagunera und Vierte beim Berliner Halbmarathon. Bei den Olympischen Spielen in Peking lief sie über 10.000 m auf Rang 27 ein.
2009 wurde sie beim Maratón de la Comarca Lagunera nach der Disqualifizierung der Erstplatzierten Margarita Tapia Gesamtsiegerin und mexikanische Meisterin, belegte bei den Halbmarathon-Weltmeisterschaften in Birmingham den 21. Platz und gewann den Puebla-Marathon.
Nationale Titel auf der Bahn errang sie 2000 und von 2002 bis 2005 über 1500 m und 1999 über 10.000 m.

## Persönliche Bestzeiten
- 1500 m: 4:11,46 min, 7. August 2003, Santo Domingo
- 3000 m: 9:02,34 min, 29. Mai 2001, Richmond
- 5000 m: 15:18,06 min, 29. Mai 2004, Waltham
- 10.000 m: 31:25,33 min, 1. Mai 2005, Palo Alto
- Halbmarathon: 1:10:30 h,	4. Dezember 2005, Mazatlán
- Marathon: 2:28:54 h,	22. Oktober 2006, Chicago